# Федір Катрич
Федір Микитович Катрич (05.02.1837 - ?) – громадський діяч, на честь якого назвали село Федорівка Нікольської громади Донецької області. Нащадок Лубенських козаків, був православним. 
У 1885 році (за іншими даними – у 1877) організував людей, щоб викупити землі та майно у німців-менонітів. Ці колоністи на той час виїжджали до Америки, щоб уникнути воєнної повинності. Федір Катрич, що на той час проживав в Берестовому, їздив навколишніми селами Попівка, Андріївка, Темрюк та закликав людей викуповувати землі. По імені Федора Катрича і стали називати село Федорівкою.  Відомо, що в цей час у нього був син Акім (1858) і дочка Пелагея (1861).
Після поселення українців село стало розростатися. У кожного хазяїна було близько 1,5 га землі. Село потопало в садах. Тоненькою стрічкою звивалася річка Каратиш. А річка Бодня розділила села Федорівка і Карпівка .
Нащадки Федора Катрича і донині живуть в селі Федорівка. Валентина Андріївна Катрич (Хіжнікова) записувала спогади старожилів, брала участь у створенні сільського та шкільного музеїв. Багато нащадків Федора Катрича досягли висот у суспільній та професійній діяльності.
1. ↑  Колектив, авторів (2013). Все это из нашей истории строки... (російська) . Донецк: "Ваш имидж". с. 27—30, 223.
2. ↑  Відділ культури Володарської РДА, Централізована бібліотечна система (2004). Пам'ять втрачених сіл (українська) . Володарське: Методико-бібліографічний відділ. с. 4.